# لك يوم (مسلسل)
لك يوم، مسلسل كويتي درامي من تأليف محمد النشمي ومن إخراج أحمد الشطي، وتمثيل هدى حسين واحلام حسن ومحمد المنصور ومي البلوشي وعبدالمحسن القفاص.

## القصة
من خلال 3 عوائل يتناول العمل مبدأ الظلم وصاحبه الذي ينال عقابه في الدنيا وبمرأى من ظلمه وكيف تدور الدوائر ليصبح القاسي ضعيف ويأتي من ظلمه لينتقم منه. كما يناقش قضية الصراع على المال وأثره في تفتيت العلاقات الاجتماعية داخل الأسرة.

## بطولة
- هدى حسين
- احلام حسن
- حسين المنصور
- حلا
- سلمى سالم
- مي البلوشي
- عبد المحسن القفاص
- خالد بو صخر
- شهاب جوهر
- جواهر
- عبدالله البلوشي
- محمد الدوسري
- هيا الشعيبي
- محمد جابر
- دانة المساعيد
- فرح